# Annona cascarilloides
Annona cascarilloides este o specie de plante angiosperme din genul Annona, familia Annonaceae, descrisă de Charles Wright și August Heinrich Rudolf Grisebach. Conform Catalogue of Life specia Annona cascarilloides nu are subspecii cunoscute.